# Peter Anthony Libasci
Peter Anthony Libasci (nacido el 9 de noviembre de 1951) es un prelado estadounidense de la Iglesia católica que se ha desempeñado como obispo de Mánchester. Fue obispo auxiliar de Rockville Center en Nueva York de 2007 a 2011. Es un sacerdote bi-ritual, autorizado a celebrar la Divina Liturgia y administrar los sacramentos tanto en la Iglesia latina como en la Iglesia católica griega rutena.

## Biografía

### Familia y formación
Peter Anthony nació el 9 de noviembre de 1951 en Jackson Heights, Queens, Nueva York. Es de herencia italiana (siciliana) por parte paterna y de herencia eslovaca por parte materna.  Asistió a la Escuela St. Margaret en Middle Village, Nueva York, seguido del Seminario Preparatorio de la Catedral en Elmhurst, Queens.  Libasci obtuvo una licenciatura en Filosofía de la Universidad de St. John y una Maestría en Divinidad de la Escuela de Teología de Saint Meinrad en Saint Meinrad, Indiana. Después de su ordenación, recibió una Maestría en Teología-Ministerio Catequético de St. John's.

### Sacerdocio
El 1 de abril de 1978, Libasci fue ordenado sacerdote de la Diócesis de Rockville Centre. 
Después de su ordenación, se desempeñó como vicario parroquial en la parroquia de Saint Raymond en East Rockaway, Nueva York (1978–1982), y en la parroquia de Saints Cyril and Methodius, Deer Park, Nueva York (1982–1988); administrador parroquial en la parroquia Our Lady of Good Counsel en Inwood, Nueva York, (1988–1989), y luego párroco de la misma parroquia (1989–2000).  Del año 2000 al 2007, fue párroco de la parroquia de Santa Teresa de Lisieux en Montauk, Nueva York.
El 10 de diciembre de 2004, fue nombrado prelado de honor de su santidad por el Papa Juan Pablo II con el título de monseñor.

## Episcopado

### Obispo Auxiliar de Rockville Centre
El 3 de abril de 2007, el papa Benedicto XVI lo nombró obispo titular de Satafis y obispo auxiliar de Rockville Centre. Recibió su consagración episcopal el 1 de junio de 2007 del obispo William Murphy, con los obispos auxiliares Emil Wcela, Paul Walsh y John Dunne como co-consagradores.
Como obispo auxiliar, fue vicario episcopal para el Vicariato Este (Condado de Suffolk), de la Diócesis. También celebró la liturgia para la comunidad católica rutena, que celebra la liturgia en el rito bizantino.

### Obispo de Mánchester
El 19 de septiembre de 2011, el Papa Benedicto XVI nombró a Libasci como el décimo obispo de Mánchester.  Fue instalado el 8 de diciembre de 2011.

#### Acusaciones
El 22 de julio de 2021, fue nombrado en una demanda que lo acusa de abuso de menores entre 1983 y 1984 cuando era sacerdote en la escuela parroquial Saints Cyril and Methodius en Nueva York.  El acusador, que entonces tenía 12 o 13 años, dijo que Libasci le acarició los genitales en "numerosas ocasiones", incluida una vez cuando el niño estaba preparando el altar para la misa.  La demanda también nombró a las Hermanas de San José, la orden religiosa que dirigía la escuela en ese momento, por negligencia en la prevención del abuso.  Libasci negó las acusaciones.  El 29 de agosto de 2021, la Arquidiócesis de Boston anunció una investigación formal sobre las acusaciones.  A partir de abril de 2022, la investigación aún está en curso.